# Saint-Narcisse
Saint-Narcisse es un municipio parroquial canadiense situado en la provincia de Quebec.

## Superficie
Saint-Narcisse tiene una superficie de 106,74 km².

## Demografía
En 2021, tenía 1801 habitantes, una densidad poblacional de 16,9 hab./km², y 916 viviendas.